# استلان
استلان (به لاتین: Estlan) یک منطقهٔ مسکونی در روسیه است که در سرزمین آلتای واقع شده‌است.